# 이중대
이중대(1992년 9월 20일 ~ )는 대한민국의 전직 크레이지레이싱 카트라이더 프로게이머이다. 이중선과 형제 관계이다.

## 선수 시절
2010년, 넥슨 카트라이더 11차리그에 출전하면서 프로 커리어를 시작했다.
2014년, 시즌 제로를 앞두고 이 레인에 입단했다. 팀전 3위로 마무리했다.
2015년, 병역 의무 이행을 위해 입대했다. 2017년 5월 전역했다.
듀얼 레이스 3 시즌을 앞두고 아프리카 위너에 입단했다. 팀전 3위로 마무리했다.
2019-2 시즌을 앞두고 두두카에 입단했다. 국가대항전 4위로 마무리했다. 이후 2020년 2월, 은퇴 의사를 밝혔다.

## 개인 방송

#### 장르
- 크레이지레이싱 카트라이더 외

## 소속팀
| # | 팀명          | 소속 기간               | 시즌          | 비고               |
| - | ------------- | ----------------------- | ------------- | ------------------ |
| 1 | 이 레인       | 2014.02.08 ~ 2014.03.29 | 시즌 제로     |                    |
| 2 | 아프리카 위너 | 2018.01.20 ~ 2018.04.07 | 듀얼 레이스 3 |                    |
| 3 | 두두카        | 2019.08.07 ~ 2019.08.24 | 2019-2        | (글로벌 슈퍼 매치) |

## 같이 보기
- 카트라이더 리그